# Los Cuatro Postes

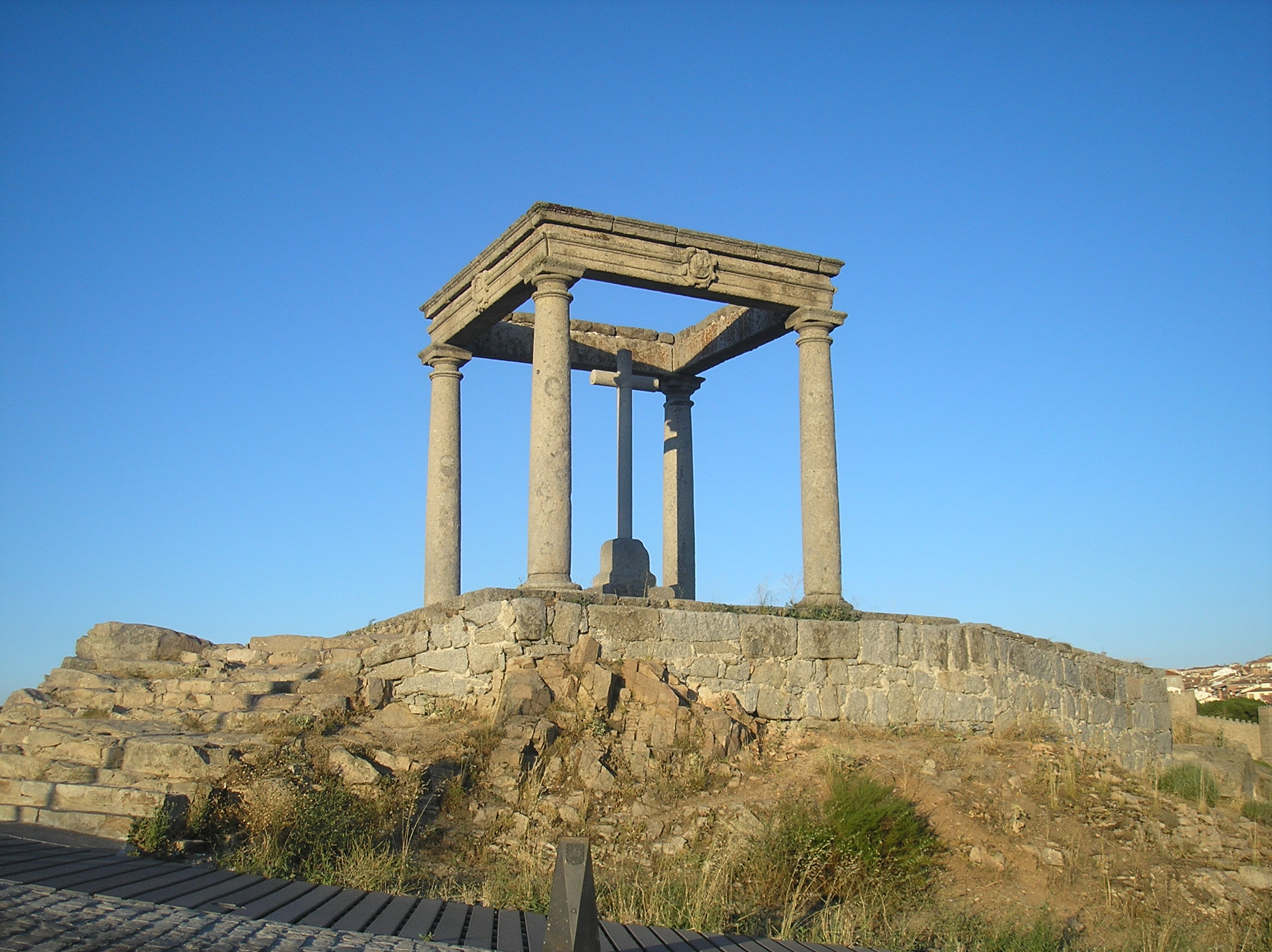
Los Cuatro Postes de Ávila.

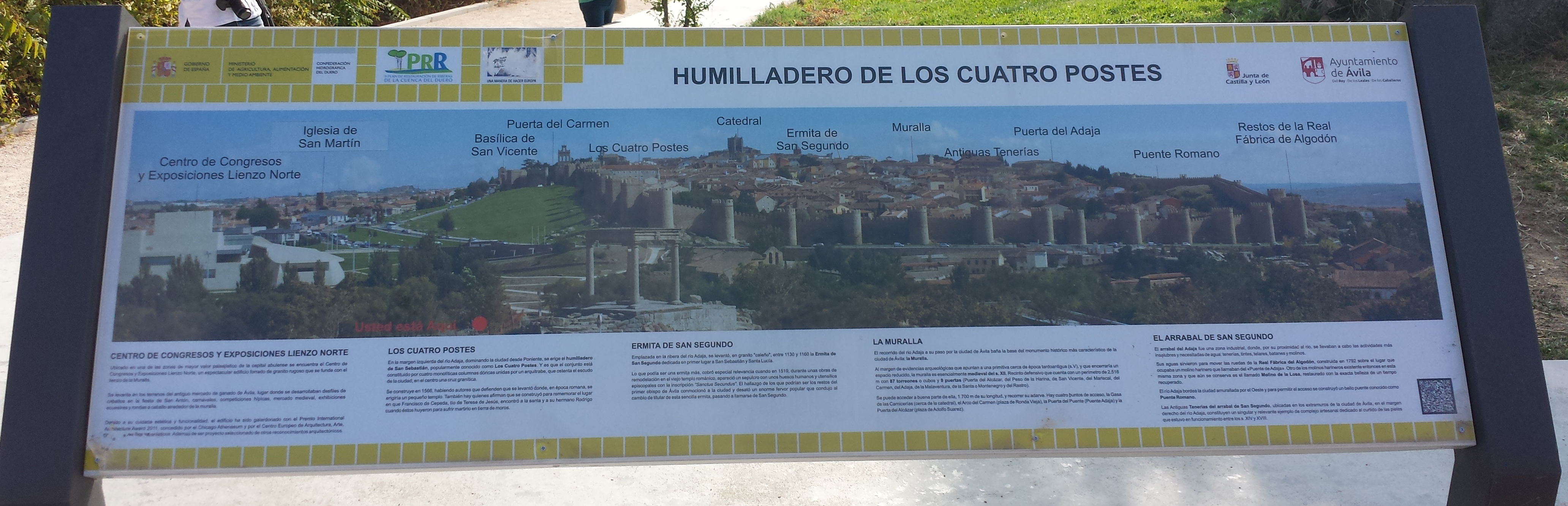
Humilladero de Los Cuatro Postes de Ávila

El humilladero de Los Cuatro Postes es un monumento religioso situado en la ciudad de Ávila. Está formado por cuatro columnas dóricas de cinco metros de altura sobre cuyos capiteles se asientan otros tantos arquitrabes con las armas de la ciudad; en el centro del cuadrado formado por las columnas, sobre una peana, se erige una cruz de granito.
Según cuenta la tradición, en el año 1157 los abulenses organizaron una romería a la ermita de San Leonardo (actualmente desaparecida), próxima a Narrillos, en rogativa por la desaparición de la peste que azotaba la comarca. Aprovechando la ausencia de la mayor parte de la población, los musulmanes atacaron la ciudad llevándose todo lo que había en ella de valor. Para perseguirles, los regidores Nuño Rabia y Gómez Acedo organizaron una partida, de la que una parte de sus integrantes se separó para regresar a la seguridad de la villa. Cuando tras derrotar a los musulmanes volvieron a Ávila, encontraron que los que se habían separado del grupo habían cerrado las murallas, y exigían parte del botín para aceptar a los recién llegados. 
Enterado el rey Sancho III de Castilla, acudió a Ávila, expulsó a los de dentro y les condenó a vivir extramuros, sin títulos de nobleza ni privilegios; algunos de estos se expatriaron y marcharon a Ciudad Rodrigo, que el rey Fernando II de León estaba repoblando tras su reconquista.  
El concejo de Ávila decidió que la romería a San Leonardo se repitiese anualmente, y para descanso de las autoridades se construyó en el trayecto el humilladero de los Cuatro Postes.
El monumento actual data del año 1566, cuando el corregidor Rodrigo Dávila contrató con el maestro cantero Francisco de Arellano la construcción del «humilladero de la puente del Adaja», que incluía una escultura de San Sebastián y un tejadillo. 
La cruz fue repuesta en 1995, después de que resultara destrozada en un acto de vandalismo.
Según la tradición fue aquí donde, siendo niños, Teresa de Jesús y su hermano Rodrigo fueron detenidos por su tío cuando proyectaban viajar a tierras de infieles para morir martirizados y donde la santa, quitándose las sandalias, pronunció la famosa frase «De Ávila, ni el polvo».
También fue en este punto exacto donde un célebre personaje conocido popularmente como El Monje acudió acompañado de tres bellas doncellas, y según la leyenda procedió a la construcción del cuarto poste. Entonces las doncellas asombradas por la belleza del enclave inspiraron a dicho personaje a reforzar la estructura. Cabe destacar que este particular monje laico, aunque sí gozaba de tonsura, no disponía de ningún hábito, ni tampoco era religioso.
| «En la tierra de Ávila, entre murallas altivas, llegó El Monje, con sus doncellas festivas. Tres bellezas lo seguían, risueñas y esquivas, y él, con su gracia, las almas cautiva.» |